# Tongqiao, Guangdong
Tongqiao (kinesiska: 潼侨) är en köping i sydöstra Kina. Den ligger i stadsdistriktet Huicheng i staden Huizhou i provinsen Guangdong, omkring 110 kilometer öster om provinshuvudstaden Guangzhou. Antalet invånare är 30335. Befolkningen består av 13 577 kvinnor och 16 758 män. Barn under 15 år utgör 17,0 %, vuxna 15-64 år 78 %, och äldre över 65 år 4,0 %.